# PewDiePie vs T-Series
PewDiePie vs T-Series, còn được gọi là Đại chiến đăng ký, là một cuộc cạnh tranh ảo giữa hai kênh YouTube lớn, PewDiePie (Felix Kjellberg) và T-Series (của Super Cassettes Industries Private Limited) cho danh hiệu kênh được đăng ký nhiều nhất trên YouTube. PewDiePie là Youtuber được đăng ký nhiều nhất từ tháng 12 năm 2013, trong khi T-Series là kênh được xem nhiều nhất và kênh được đăng ký nhiều thứ hai từ đầu năm 2018.
Một số YouTubers lớn và nổi tiếng như MrBeast, Markiplier, Jacksepticeye và Logan Paul đã bày tỏ sự ủng hộ của họ đối với PewDiePie và nhiều người hâm mộ PewDiePie đã nỗ lực để giành được ngày càng nhiều người đăng ký kênh của họ. Mặt khác, một số YouTubers lớn khác, chẳng hạn như CarryMinati và Jus Reign, đã bày tỏ sự hỗ trợ cho T-Series.

## Bối cảnh
Felix Kjellberg, được biết đến với cái tên PewDiePie, là một YouTuber người Thụy Điển, người thực hiện các video hài và bình luận. Trước đây anh đã được biết đến với các video Let's Play. Kênh PewDiePie có nhiều người đăng ký nhất từ năm 2013 cho đến ngày 22 tháng 2 năm 2019, khi anh đã bị T-Series vượt qua,nhưng PewDiePie đã lấy lại vị trí đầu ngay sau khoảng 8 phút. Anh nay đã có 110.9 triệu người đăng ký. 
T-Series là một hãng thu âm và sản xuất phim Ấn Độ. Trên YouTube, nó có một mạng đa kênh bao gồm 29 kênh, được điều hành bởi một nhóm gồm 13 người. Kênh T-Series chính chủ yếu chứa các video âm nhạc Ấn Độ (nhạc Bollywood và Indi-pop) cũng như các đoạn phim của Bollywood và tải lên một số video mỗi ngày và đã cập nhật 13,3 nghìn video kể từ ngày 13 tháng 4 năm 2019. T-Series trở thành kênh được xem nhiều nhất trên YouTube vào tháng 2 năm 2017, có hơn 67,3 tỷ lượt xem tính đến ngày tính đến  ngày 13 tháng 4 năm 2019.  Tính đến ngày 29 tháng 5 năm 2019, kênh chính của T-Series chính thức cán mốc 100 triệu người đăng ký và là kênh được đăng ký nhiều nhất trên YouTube.Dù cho mỗi video của T-Series gần như chưa có thể cán mốc "gần" 1 triệu lượt xem, những video gần đây bạn có thể xem trên kênh này thậm chí chưa đặt tới gần 100 ngàn lượt xem nhưng T-Series vẫn là kênh có lượng đăng kí đứng đầu.Cho đến hiện tại T-Series đã có hơn 240 triệu lượt xem và 222 tỷ view đồng thời đã đăng 19 ngàn video